# Vlag van Niel
De vlag van Niel werd door de gemeenteraad op 25 april 1986 officieel vastgesteld als de gemeentelijke vlag van de Antwerpse gemeente Niel. Op 6 juni 1989 werd hij door het Bestuur van Vlaanderen bevestigd en uiteindelijk gepubliceerd op 8 november 1989 in het officiële Belgisch Staatsblad.
Officieel wordt de vlag beschreven als:
Zeven even lange banen van geel en van rood, met op de eerste rode baan bovenaan een gele letter n
De vlag is afgeleid uit het gemeentewapen, waarbij de letter "n" wordt gebruikt als wapen op het wapen, zoals deze al werd gebruikt op een zegel uit de 14e eeuw.

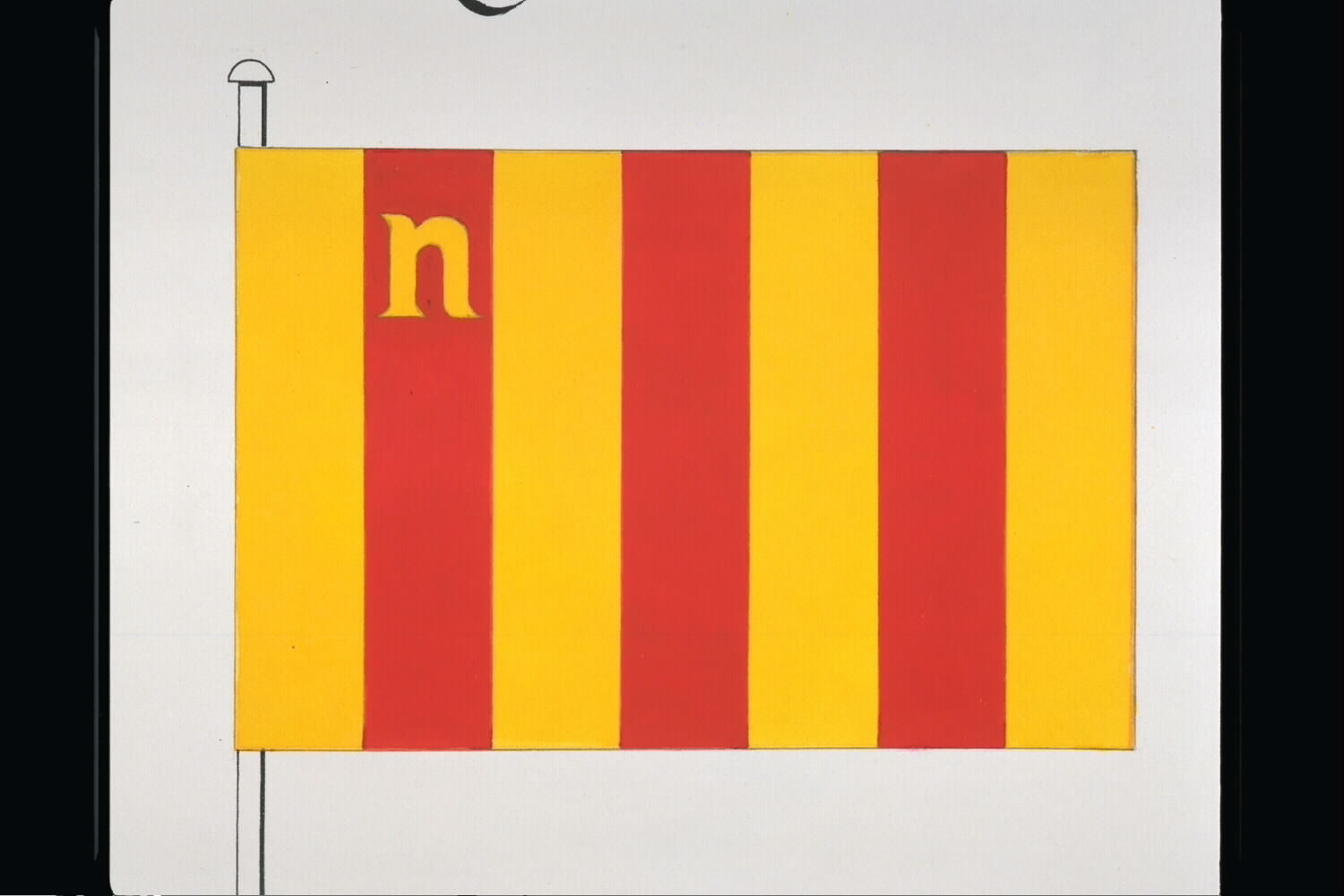
Officiële tekening van de vlag